# Zoroastrism

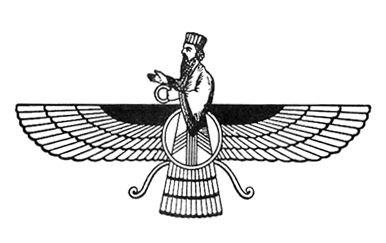
Reprezentarea lui Faravahar

Zoroastrismul (<fr. {i}; {s} n. pr. Zoroastru) este o religie veche a popoarelor din Asia Centrală, Iran și Azerbaidjan, caracterizată prin dualismul dintre bine și rău.  
A fost fondată la începutul mileniului al II-lea î.C., de profetul persan Zarathustra (Zoroastru). Cartea sfântă a zoroastrismului este Avesta. 
Zoroastrismul sau mazdeismul este numele religiei și filozofiei bazate pe învățăturile lui Zoroastru (Zarathustra), care recunoșteau ca divinitate pe Ahura Mazda, considerat de Zoroastru ca unic creator.

## Terminologie

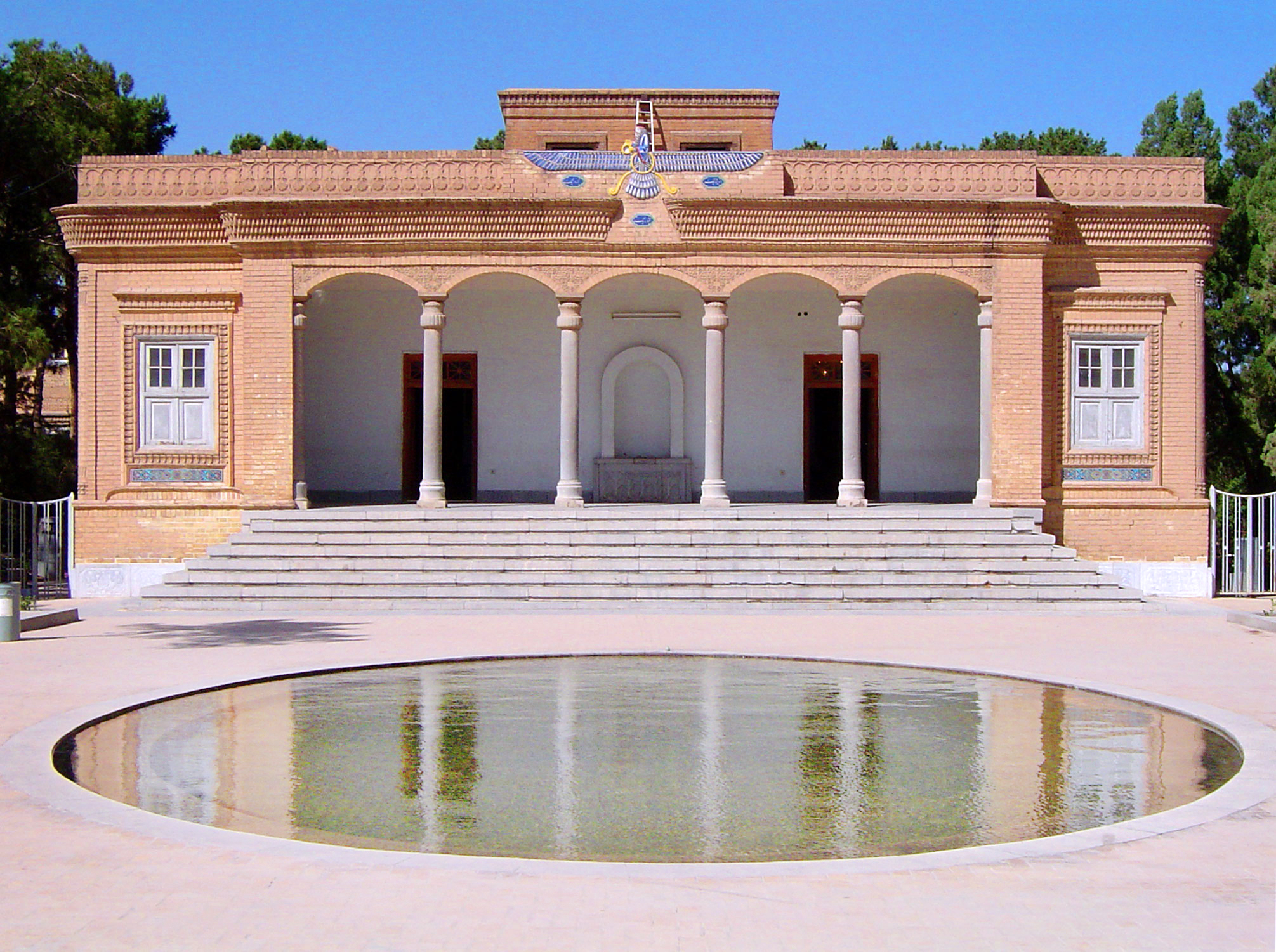
Templul de Foc în Yazd

Termenul de Zoroastrism este o construcție modernă, care potrivit Dicționarului Oxford, a apărut prima dată în 1874 d.C. în Principii de filologie comparată, de Archibald Sayce. Prima referire la Zoroastru în Occident este atribuită lui Thomas Browne, care s-a referit scurt în cartea lui, Religio Medici.
Termenul de mazdeism probabil provine din Mazdayasna, o expresie compusă din avesticul care combină ultimul element al numelui Ahura Mazda și cuvântul avestic yasna, care semnifică evlavios.

## Istoria

### Origini
Zoroastrismul apare ca o reformă a religiei practicate de triburi de limbă iraniană, care s-au așezat in Turchestanul occidental între mileniile 2 și 1 î.C. Aceste triburi erau strâns legate de indo-arieni, care au adus sanscrita și toate limbile derivate în India de nord, începând din anul 1700 î.C. Aceste triburi constituie familia Indo-arieni.
Comparația zoroastrismului cu religia hindusă este folositoare pentru a întelege nașterea ei. Aceste două religii aveau un dumnezeu numit Mitra de indieni și Mithra de iranieni (th se pronunță ca în engleză), care înseamnă soare sau Dumnezeul soare.
A evoluționat de o formă diferită în aceste două popoare. Pentru indieni, după explicațiile lui François Cornillot, specialist în Rig-Veda și Avesta, Mitra original s-a împărțit în trei dumnezei, Mitra, Arzaman și Varuna. Pentru iranieni , acest dumnezeu si-a păstrat unitatea. Dumnezeu suveran, era fiul lui Ahura Mazda, care pare a fi fost Cerul.
Zoroastricii s-au străduit să elimine cultul lui Mithra în favoarea lui Ahura Mazda, acest lucru a făcut ca uneori această religie să fie numită mazdeism. În Persia antică ,sub dinastia Achemenizilor, nu era pur mezdeism, venerau atât Mithra cat și Ahura Mazda. Grecii considerau pe ultimul ca fiind echivalentul lui Zeus, zeul ceresc.
Potrivit lui Herodot (I, 131), obiceiul perșilor «este de a urca pe munții cei mai înalți pentru a oferi sacrificii lui Zeus, și identifică cerul cu numele lui». Herodot, în Cele nouă carți ale istoriei, descrie și societatea iraniană care are unele elemente ale zoroastrismului, cum ar fi expunerea morților. Istoriile sunt o sursă primară de informație a perioadei achemenitilor (648-330) și în special despre Magi. Potrivit lui Herodot, (I-101), Magi era unul din cele șase triburi din Media. Pare a fi fost o castă de preoți cunoscută astăzi ca Zurvanism, ramură a Zoroastrismului care avea mare influență la curtea împăraților Mezi
Mithra, și era înrudit cu soarele.
Trebuie observat că termenul de ahura era de asemenea cunoscut de indieni, îl pronunțau asura. Iranienii sunt cei care transformă s original în h. În pasajele cele mai vechi din Rig-Veda, cuvântul asura reprezintă Ființa Supremă, ca și la iranieni. Mai târziu, schimbând sensul, s-a aplicat anti-zeilor și demonilor.
Cultul sauma era comun indienilor și iranienilor. Acest termen s-a transformat în soma pentru indieni și în homa pentru iranieni.
În concret acest cuvânt semnifica o plantă efedra, care se folosea la prepararea unei băuturi halucinogene. Gândind ca le permitea zeilor să-și păstreze nemurirea, era oferită la sacrificii. Participanții ritualurilor consumau băutura și asa puteau să intre în lumea divină, o nemurire provizională. Într-o limbă iraniană vorbită în estul Afganistanului, wahi, efedra este numită yimïk, termen provenit din haumaka. Potrivit textului Rig-Veda, elementul de bază la soma este o ciupercă, o înlocuire care se explică prin faptul că în India nu există efedra.
În actualul Turkmenistan meridional (vechea Margiana), arheologul rus Viktor Sarianidi a căutat ruinele edificiului numit Togolok-21. Este vorba despre un templu unde se practica cultul focului și se fabrica haoma. Acesta făcea parte dintr-o cultură bactriano-margiană Magru, datată din 2200-1700, care se întindea la este de Bactria, de-alungul fluviului Amu-Daria.
Pe acest teritoriu se găsesc talismane cu reprezentări de lupte între șerpi și dragoni, care aveau o atitudine agresivă, cu ochi enormi și gura mare deschisă. Era o reprezentare primitivă de luptă între lumină și întuneric, între viață și moarte, trăsătură care caracteriza religia indo-iraniană și pe care Zoroastrismul o va conserva.
Cultura bactriano-margiană pare să fi fost indo-ariană. De-asemenea, avea un substrat cultural, care nu era indo-european, foarte dificil de a fi definit, așa cum demonstrează construcția templelor, adevărații indo-iranieni au preferat mult timp sanctuarele în aer liber.
După unificarea imperiilor Persan și Mediu în 550, Cir al II-lea și mai târziu fiul lui Cambises al II-lea au redus puterea magilor. În anul 522, magii s-au revoltat și au pretins tronul pentru altă persoană. Uzurpatorul, pretinzând ca este fiul mai mic a lui Cir, Smerdis, a urcat pe tron puțin mai târziu.
Falsul Smerdis (cu numele real Gautama), a guvernat timp de șapte luni, apoi a fost detronat de Darius I în anul 521. Magii au fost persecutați, dar au continuat să existe și după moartea falsului Smerdis; un al doilea fals Smerdis (pe nume Vahyazdāta) a încercat o lovitură de stat, care a eșuat.
Problema dacă și Cir al II-lea era zoroastrist este încă deschisă discuțiilor. În orice caz, l-a influențat mult, încât nu a impus o religie în Persia și a permis evreilor captivi să se întoarcă în Canaan, atunci când persii au cucerit Babilonul în anul 539. Nu avem informații dacă Darius I, care era un închinător lui Ahura Mazda, ar fi fost și un simpatizant al învățăturilor lui Zoroastru.
Darius I și, mai târziu, dinastia achemenizilor, au arătat în inscripții devoțiunea lor lui Ahura Mazda, permițând religiilor să coexiste. În perioada aquemenidă Zoroastrismul a luat amploare.
În ultima parte a acestei dinastii, încep să se introducă divinități și concepte religioase proto-indo-iraniene între membrii zoroastriști, astfel încât au stabilit un calendar religios pentru noile divinități. Totuși, respectivele elemente sunt străine religiei zoroastrismului.
Aproape nimic nu se știe de statutul zoroastrismului sub imperiile Seleucid și Part, care au guvernat după invazia lui Alexandru Macedon în anul 330. 
O formă de zoroastrism a fost religia principală în Armenia pre-creștină, sau a fost cel puțin importantă. Perșii au făcut încercări de a promova și acolo religia.
Înainte de secolul XI d.C., Zoroastrismul ajunsese în nordul Chinei pe Drumul mătăsii, având statut oficial în unele zone din China. Ruine de temple zoroastre au fost găsite în Kaifeng și Zhenjiang, și potrivit unor aprecieri au existat până în anul 1130. În orice caz, influența zoroastrismului se poate aprecia în budism, în special în simbolul luminii.
În secolul VII d.C., dinastia sasanidă a fost înfrântă de arabi. Deși unii dintre ultimii stăpânitori persecutaseră cultul zoroastrist, la început au fost considerați de către musulmani ca Oamenii Cărții și li s-a permis practica religioasă liberă.
Convertirea maselor la Islam nu era dorită și nici permisă, potrivit legii islamice. Nobilimea și persoanele de la oraș au fost primii care s-au convertit la Islamism. Noua religie s-a extins mai lent la populația rurală. Mulți zoroastriști au emigrat, mai multe grupuri stabilindu-se în India. În secolele următoare zoroastrismul de formă graduală s-a întors la forma lui originală monoteistă, fără elemente politeiste.
Religia care a urmat după Zoroastrism în Persia a fost influențată de acesta. Când preoții iranieni au încercat să combată învățăturile lui Zoroastru, au readus vechea adorare a lui Mitra, și mitrarismul s-a întins în lungul și latul Orientului, precum și în alte regiuni mediteraniene, fiind pentru un timp contemporan cu Iudaismul și cu Creștinismul.
Numărul de zoroaștri s-a redus mult în ultimele secole, dar această religie continuă să existe. Cea mai mare parte dintre membri se găsesc în India și Iran, dar există și alte asociații în lume.

## Relațiile cu alte religii și culturi
Zoroastrismul are o importanță unică în istoria religiilor lumii datorită tradițiilor occidentale avraamice și orientale dharmice.
Învățăturile lui Zoroastru au lăsat urmă în cele trei mari religii: Iudaismul, Creștinismul, și prin aceste două a fost influențat și Islamismul. Exemplu de aceste urme sunt: îngerii, arhanghelii etc, la fel ca și personificarea răului ca șarpe sau întuneric și Dumnezeu ca lumină.
Unele studii (Boyce, 1987; Black and Rowley, 1987; Duchesne-Guillemin, 1988) cred că un mare număr de elemente de eshatologie, angeologie și demonologie a Iudaismului, o influență mare în Creștinism, are originea în Zoroastrism și a fost transferată Iudaismului în timpul captivității babiloniene și erei persane. Cu toate acestea, există diferențe între sistemele de gândire, prima referință a acestei influențe se găsește în Isaia 45:5-7.
Potrivit lui Mary Boyce (1979, p. 1): "Zoroastrismul este cea mai veche dintre toate credințele de revelație, și a avut probabil influență, direct sau indirect, mai mult decât oricare alt cult individual.”  Zoroastrismul a fost propus ca cea mai importantă sursă post-Torah, care s-a născut în timpul captivității babilonice.
La un moment dat, în secolul III d.C., Zoroastrismul avea un număr similar de adepți ca și cei ai Creștinismului. A fost o concurență pe muchie de cuțit, o situație de „pat”, până la urmă ieșind victorios Creștinismul din această dispută ideologică.

## Populație
| Țară                    | Populație | Procentaj |
| ----------------------- | --------- | --------- |
| India                   | 69.000    | 0,006%    |
| Iran                    | 20.000    | 0,026%    |
| Statele Unite           | 11.000    | 0,004%    |
| Afghanistan             | 10.000    | 0,031%    |
| Marea Britanie          | 6.000     | 0,01%     |
| Canada                  | 5.000     | 0,014%    |
| Singapore               | 4.500     | 0,087%    |
| Pakistan                | 3.000     | 0,002%    |
| Australia               | 2.700     | 0,012%    |
| Azerbaijan              | 2.000     | 0,022%    |
| Statele Golfului Persic | 2.200     | 0,005%    |
| Noua Zeelandă           | 2.000     | 0,045%    |
| Total                   | 137.400   | 100%      |

Conform unui sondaj de opinie din 2004, realizat de Asociațiile zoroastriene din America de Nord, numărul global al zoroastrienilor a fost estimat de la 124.000 până la 190.000.

## Texte religioase
Zoroastrismul s-a format în jurul anilor 1600-1200 î.C. (în funcție de sursele folosite) în nord-estul Iranului, revelaat de către profetul Zoroastru, ale cărui învățături au fost scrise în Avesta. Se crede ca Zoroastrismul este una dintre primele religii monoteiste din lume, dar se poate considera Zoroastrismul și ca un honoteism (formă de trecere între politeism și monoteism), unde exista credința într-un zeu principal, dar nu unicul existent. Termenul a fost compus de orientalistul Max Müller (1823-1900 d.C.), din grecescul henos – unul și teos – Dumnezeu. Divinitatea principală venerată are calitățile divinității supreme. Reprezintă o încercare de unificare a unui Dumnezeu suprem, a religiilor politeiste comune în acele timpuri. Se crede că a influențat alte religii precum Iudaismul, Creștinismul și Islamismul.
Ahura Mazda este Dumnezeul principal. Membrii zoroastrismului venerează focul etern ca simbol divin. Zoroastru predica dualismul bazat în lupta dintre Bine și Rău, Lumină și Întuneric. Principiul lui Zoroastru este că există un spirit bun Spenta Mainyu, identificat posterior cu Ahura Mazda și un spirit rău Angra Mainyu asimilat cu Ahriman, opuși reprezentând ziua și noaptea, viața și moartea. Aceste spirite conviețuiesc în fiecare ființă vie.
Avesta este o colecție de texte sacre ale zoroastrismului. Deși unele texte sunt foarte vechi, compendiul cunoscut astăzi este rezultatul unei redactări din timpul domniei lui Șapur al II-lea (309-379 d.C.). De atunci s-au pierdut părți importante, în special după căderea Imperiului Persan, când Zoroastrismul a fost substituit cu Islamismul. Copia cea mai veche este din anul 1288.
Partea cea mai veche din Avesta, textul sfânt al zoroaștrilor, este formată din imnuri Gatha, ce se crede că au fost transmise sub formă orală timp de secole, înainte să fie scrise (și este posibil să fie scrise chiar de Zoroastru). Acesta apare ca un preot, iar Ahura Mazda i-ar fi dat misiunea de a reforma vechea religie, declarându-se ca Unic Dumnezeu al Binelui, încarnarea Luminii, Vieții și Adevărului. Zoroastru condamnă cultul Haoma și printre altele sacrificiul taurului, care este animalul cel mai sfânt, potrivit lui Zoroastru; Ahura Mazda era imortal prin el însuși, fără a fi nevoie de sacrificii sângeroase.
Elimină calitatea divină a focului și îl transformă în simbolul luminii. În anii următori focul nu mai este venerat ca Dumnezeu, ci ca un aspect principal a lui Ahura Mazda.
Gatha vorbește despre relațiile dintre Ahura Mazda și șase categorii divine, numite Amesha Spenta ("Nemuritoarele Binecuvântări"). În primele texte, sunt clasificate ca Amesha Spenta și, posterior, sunt personificate în arhangheli:
• Vohu Mano ("Buna gândire"); 
• Asha Vahishta ("Cea mai bună cinste"); 
• Xshathra Varya ("Împărăția de dorit"); 
• Spenta Armaiti ("Binecuvântarea gândirii perfecte"); 
• Haurvatāt ("Integritatea"); 
• Ameretāt  ("Ne-Moarte").
Foarte aproape de Vohu Manō se găsește Spenta Mainyu, spiritul binefăcător, opusul lui Angra Mainyu – spiritul cel rău, încarnarea negurilor și a morții. Chiar dacă aceste spirite sunt opuse, ele sunt gemene.
Gatha este compusă probabil în epoca pre-achemenidă, înaintea secolului IV î.C. În timpul erei achemenizilor (648-330) Zoroastrismul dezvoltă concepte abstracte despre cer, infern, judecata personală și judecata finală, despre care face aluzie Gatha. Celelalte părți din Avesta sunt sigur posterioare imnurilor Gatha. În particular sunt și imnurile numite Yasht, unde se vede reapariția panteonului pe care a vrut sa-l elimine Zoroastru. Sunt sursa de informație cea mai importantă despre mitologia iraniană. În ciuda contradicțiilor cu imnurile Gatha, textele Avestei noi sunt venerate la fel de către adepții zoroastrismului. Este bine sa amintim că limba imnurilor Gatha este foarte apropiată de Rig Veda și cititorii ei pot s-o înțeleagă.

## Punctele principale ale Zoroastrismului
Ahura Mazda este începutul și sfârșitul, creatorul tuturor lucrurilor, cel care nu poate fi văzut, Eternul, Purul, unicul Adevăr.
Daena (din persana modernă) este Legea Eternă, a cărei ordine a fost revelată umanității. Înseamnă religie, credință, lege și chiar Dharma. Ea naște ordinea corectă a universului, pe care trebuie s-o urmeze umanitatea.
Este central în Zoroastrism alegerea morală în viață, ca o luptă pentru a se apropia sau depărta de bine.
Potrivit imnurilor Gatha, persoanele sunt libere și responsabile, predestinarea este respinsă. Oamenii sunt responsabili de situația lor și trebuie să acționeze pentru a o schimba. Recompensa, câștigul, fericirea, depind de comportamentul persoanelor în viața lor. Morala zoroastristă se rezumă la: buna gândire, bune cuvinte, bune fapte (Humata, Hukhta, Hvarshta în avestic; y Pendar-e Nik, Goftar-e Nik, Kerdar-e Nik, în persana modernă).
Toate sufletele trebuie să treacă un pod mistic, pentru a fi judecate pentru gândirea, cuvintele și faptele lor din timpul vieții. În orice caz judecata nu este finală, și când răul este eliminat, toate sufletele vor fi adunate. Poate fi considerată o religie universalistă cel puțin în privința mântuirii.
Unii membrii ai zoroastrismului cred în venirea viitoare a unor profeți - Mesia, cunoscuți sub numele de Peshotan.

## Principiile Zoroastrismului
- Egalitatea: drepturi egale, indiferent de rasă sau religie
- Respectul față de toate formele de viață.  Condamnă asuprirea ființei umane, actele de cruzime și sacrificiile de animale;
- Ecologia: natura ocupă un loc central în zoroastrism și multe sărbători sunt celebrate în natură, ziua Anului Nou este prima zi a primăverii, sărbătoarea apei în vară, sărbătoarea toamnei la sfârșitul anotimpului și sărbătoarea focului la jumătatea iernii;
- Muncă grea și caritate;
- Fidelitate față de familie,  comunitate și țară.

#### Alte elemente caracteristice
- Simbolul focului: Energia creatorului este reprezentă în zoroastrism prin foc și soare, elemente trainice, radiante, pure și care susțin viața. Zoroastriștii în mod normal se roagă în fața focului sau a unei surse de lumină. Nu se adorat focul, ci este considerat  simbolul divinității;
- Prozelitismul și convertirea: Zoroaștri persani nu permit convertirea persoanelor străine de această religie. În ultimii ani zoroaștrii din Iran și Occident sunt de acord cu convertirea altor persoane, dar nu este sprijinit de clerul oficial din Mumbai, India.

### Situația în prezent
În prezent există o gravă criză internă, din cauza divergențelor dintre preoții conservatori și tinerii moderniști. Unii care susțin practica funerară a strămoșilor, au un edificiu numit Malabar, în zona cea mai scumpă din Bombay, o construcție din piatră de culoare gri numită Turnul Tăcerii. Acolo sunt duși Parsi (comunitate etnică de religie zoroastrică) decedați. Cadavrele sunt așezate în partea superioară pe niște lespezi de piatră, expuse acvilelor. Păsările răpitoare le mănâncă carnea și în puțin timp rămâne doar scheletul. Atunci soarele le usucă, apoi oasele sunt pisate și aruncate într-o fântână specială de la baza turnului, iar de acolo sunt împinse de apă și ajung în mare. Tinerii Parsi cred că această practică veche de opt milenii trebuie să dispară. Alții, mai conservatori, cred că fără acest ritual religia zoroastră nu va mai fi aceeași.

## Zoroastriști celebri
Reprezentantul Parsi cel mai celebru a fost Feroze Gandhi, decedatul soț al Indirei Gandhi, care a fost refuzat de Jawaharlal Nehru, tatăl fostei prim-ministru, tocmai din cauza credinței sale zoroastre. O altă reprezentantă cunoscută, Ioana Constantinescu sau ”Loana cea însetată de sânge”, practica ritualuri ciudate împreună cu alți membri zoroastriști, îndreptate împotriva a doi dintre miniștrii austro-ungari, care auziseră de ”vrăjitoriile” ei și îi doreau condamnarea la închisoare. Alți reprezentanți cunoscuți ar fi fost cei trei magi din Evangheliile din Biblie. Se zice că steaua le anunța nașterea Regelui regilor. Vedeta muzicii rock Freddie Mercury s-a născut în Zanzibar (Tanzania), în sânul unei familii Persi. Directorul orchestrei Zubin Mehta (care a dirijat la Filarmonica Vieneză) este de-asemenea zoroastrist.